# Número zero
Número zero (en l'edició original en italià: Numero zero) és una novel·la d'Umberto Eco publicada el 2015.
És la setena i darrera novel·la d'Umberto Eco. Ambientada el 1992 a Milà, és una sàtira sobre el periodisme, la política i les teories conspiratives.

## Argument
El protagonista, Colonna, un home de cinquanta anys que es considera un fracassat, serà contractat per Simei, director del diari Domani, com a redactor cap. El periòdic, propietat del commendatore Vimercarte, té l'única finalitat d'editar números zero que no seran publicats però que serviran a Vimercarte per fer xantatge i intimidar les altes esferes donant-los a entendre el que podria publicar en contra seu, convertint el diari en una "màquina del fang".
La resta de la redacció, la formen altres sis periodistes també fracassats: Maia Fresia, Palatino, Constança, Cambria, Ludici i Braggadocio. Sorgirà una història d'amor entre Maia i Colonna. Tot anirà bé fins que apareix assassinat Braggadocio, que estava fent una recerca relacionada amb la mort de Mussolini i l'Operació Gladio.
A la fi, mercés a un documental emès per la BBC, canviarà la sort de Maia i Colonna.